# Lars Ståbi
Lars Emil Ståbi, född 21 augusti 1925 i Falun, död 14 september 2001 i Mora, var en svensk tecknare och grafiker.
Han var son till Axel Jansson och hans maka Edith och gift med Elsa Mårten. Vid sidan av sitt arbete inom televerket var Ståbi verksam som konstnär, han räknas som en talangfull tecknare och torrnålsgravörr. Hans konst består av landskap, porträtt och figurer. Tillsammans med tre andra konstnärer ställde han ut i Falu konsthall 1952 och han medverkade i samlingsutställningar arrangerade av Dalarnas konstförening och Nationalmuseums Unga tecknare.